# قطعنامه ۳۸۳ شورای امنیت
قطعنامه  ۳۸۳ شورای امنیت سازمان ملل متحد که در تاریخ ۱۳ دسامبر ۱۹۷۵ تصویب شد، سندی بین‌المللی دربارهٔ تصویب است. این قطعنامه طی نشست ۱٬۸۶۳ام با ۰ موافق، قبرس مخالف و ۰ ممتنع Cy-map.png شد.